# Ossido di litio
L'ossido di dilitio (secondo IUPAC), o più tradizionalmente ossido di litio o litia, è un composto chimico inorganico con formula Li2O e si presenta come un solido bianco. Il contenuto di Li2O è un parametro frequentemente usato per valutare il contenuto di litio di alcuni material: ad esempio, il contenuto di ossido di litio del principale minerale di litio, lo spodumene, (LiAlSi2O6) è dell'8,03%.

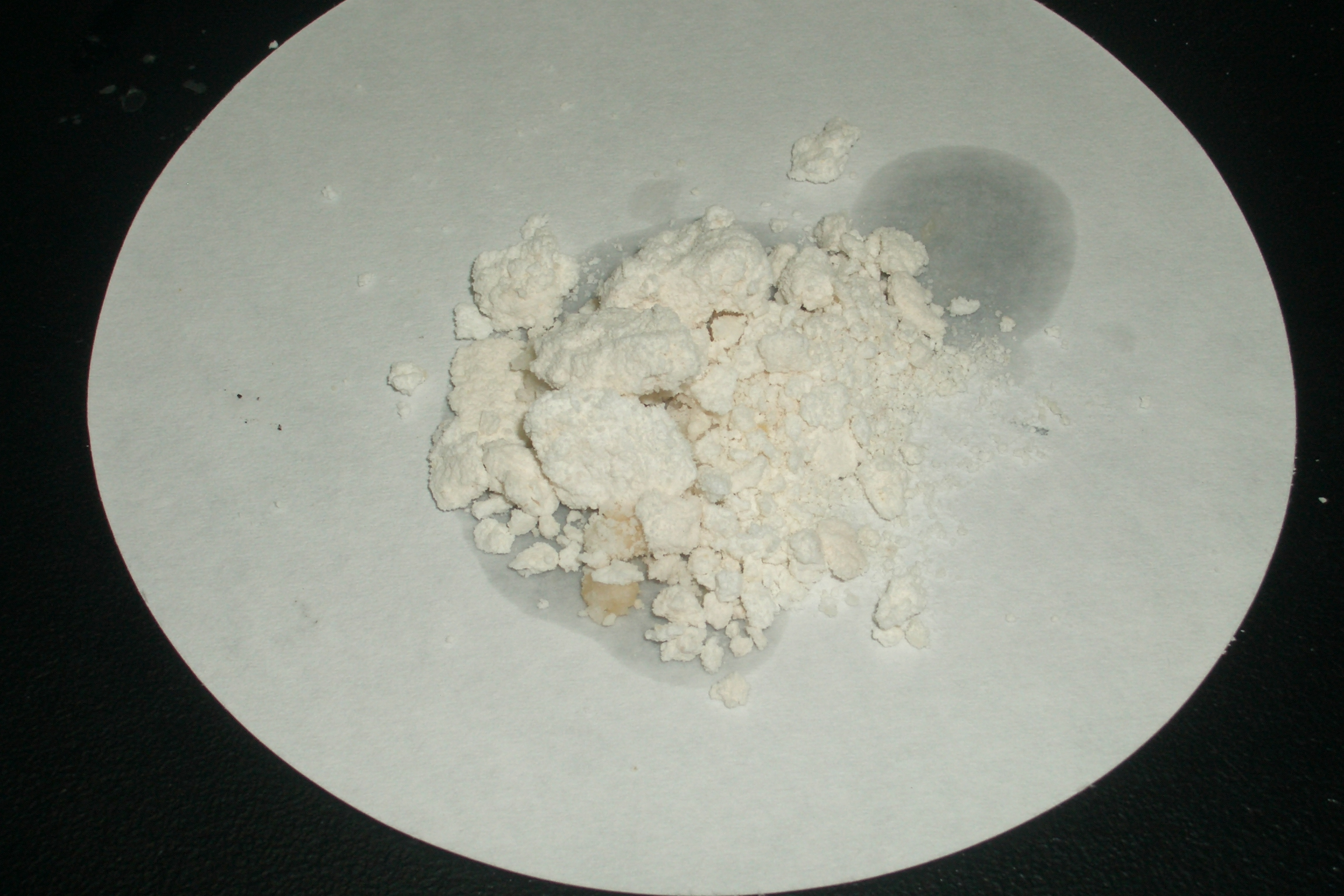
Ossido di litio.

## Produzione
L'ossido di litio è prodotto dalla decomposizione termica del perossido di litio a 300-400 °C.
L'ossido di litio può essere prodotto bruciando litio nell'aria; il litio si ricombina con l'ossigeno:
{\displaystyle {\ce {4Li\ +\ O2->2Li2O}}}
Ossido di litio puro può essere prodotto dalla decomposizione termica del perossido di litio (Li2O2), a 450 °C:
{\displaystyle \mathrm {2\ Li_{2}O_{2}\xrightarrow {450^{\circ }C} \ 2\ Li_{2}O\ +O_{2}} }
o con decomposizione dell'idrossido di litio:

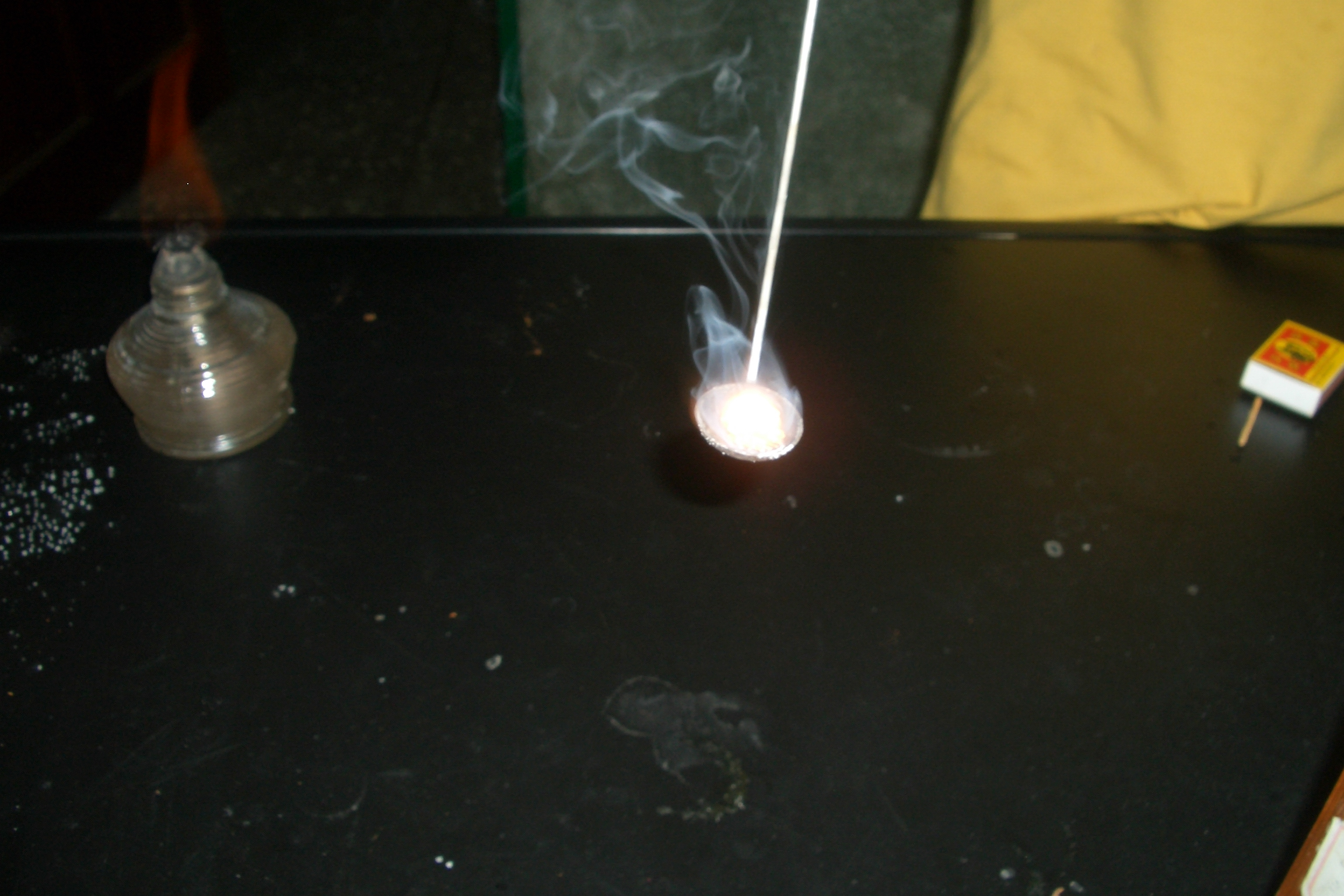
La combustione del litio metallico produce ossido di litio.

{\displaystyle \mathrm {2\ LiOH\longrightarrow Li_{2}O+H_{2}O} }

## Struttura
L'ossido di litio solido adotta una struttura antifluorite con centri Li+ a quattro coordinati e ossidi a otto coordinati. Il suo gruppo spaziale è Fm3m (gruppo n°225) e possiede simbolo di Pearson cF12.
Lo stato fondamentale della molecola di ossido di litio gassoso è lineare con una lunghezza del legame coerente con un forte legame ionico. La teoria VSEPR predirebbe una forma piegata simile a quella della molecola dell'acqua.

## Usi
L'ossido di litio viene utilizzato come materiale di partenza per la produzione di niobato di litio. Può essere utilizzato anche nei reattori a fusione. L'ossido di litio è usato come fondente negli smalti ceramici; e crea il blu con il rame e il rosa con il cobalto. L'ossido di litio reagisce con acqua e vapore, formando idrossido di litio e dovrebbe essere isolato da essi.
Il suo utilizzo è anche oggetto di studio per la valutazione spettroscopica di emissione non distruttiva e il monitoraggio del degrado all'interno dei sistemi di rivestimento a barriera termica. Può essere aggiunto come co-drogante con ittrio nel rivestimento superiore in ceramica di zirconia, senza una grande diminuzione della durata prevista del rivestimento. A calore elevato, l'ossido di litio emette uno schema spettrale molto rilevabile, che aumenta di intensità insieme alla degradazione del rivestimento. L'implementazione consentirebbe il monitoraggio in situ di tali sistemi, consentendo un mezzo efficiente per prevedere la durata fino al guasto o alla manutenzione necessaria.
Il litio metallico potrebbe essere ottenuto dall'ossido di litio mediante elettrolisi, rilasciando ossigeno come sottoprodotto.

## Proprietà
L'ossido di litio è un solido bianco, inodore. Ha una struttura cristallina di tipo antifluorite con costante di reticolo a = 4.611 Å. L'entalpia standard di formazione dell'ossido di litio è {\displaystyle \Delta \mathrm {H} _{f}^{0}=-599.1k\mathrm {J/mol} }